# Klövensteen
Koordinaten: 53° 35′ 47″ N, 9° 44′ 47″ O
Der Klövensteen ist ein Waldgebiet an der westlichen Grenze Hamburgs. Es erstreckt sich auf einer Fläche von mehr als 513 Hektar in den Hamburger Stadtteilen Rissen und Sülldorf sowie in Teilen des schleswig-holsteinischen Umlands (Städte Pinneberg und Wedel sowie die Gemeinden Appen und Holm).
Ursprünglich war das Gebiet Teil eines über 100 Kilometer langen Binnendünenzugs mit kleinen Moorgebieten, der nördlich der Elbe vom heutigen Nord-Ostsee-Kanal über die Haseldorfer Marsch bis nach Geesthacht reichte. Der Wald entstand durch Aufforstungen im 19. Jahrhundert.

## Anlage

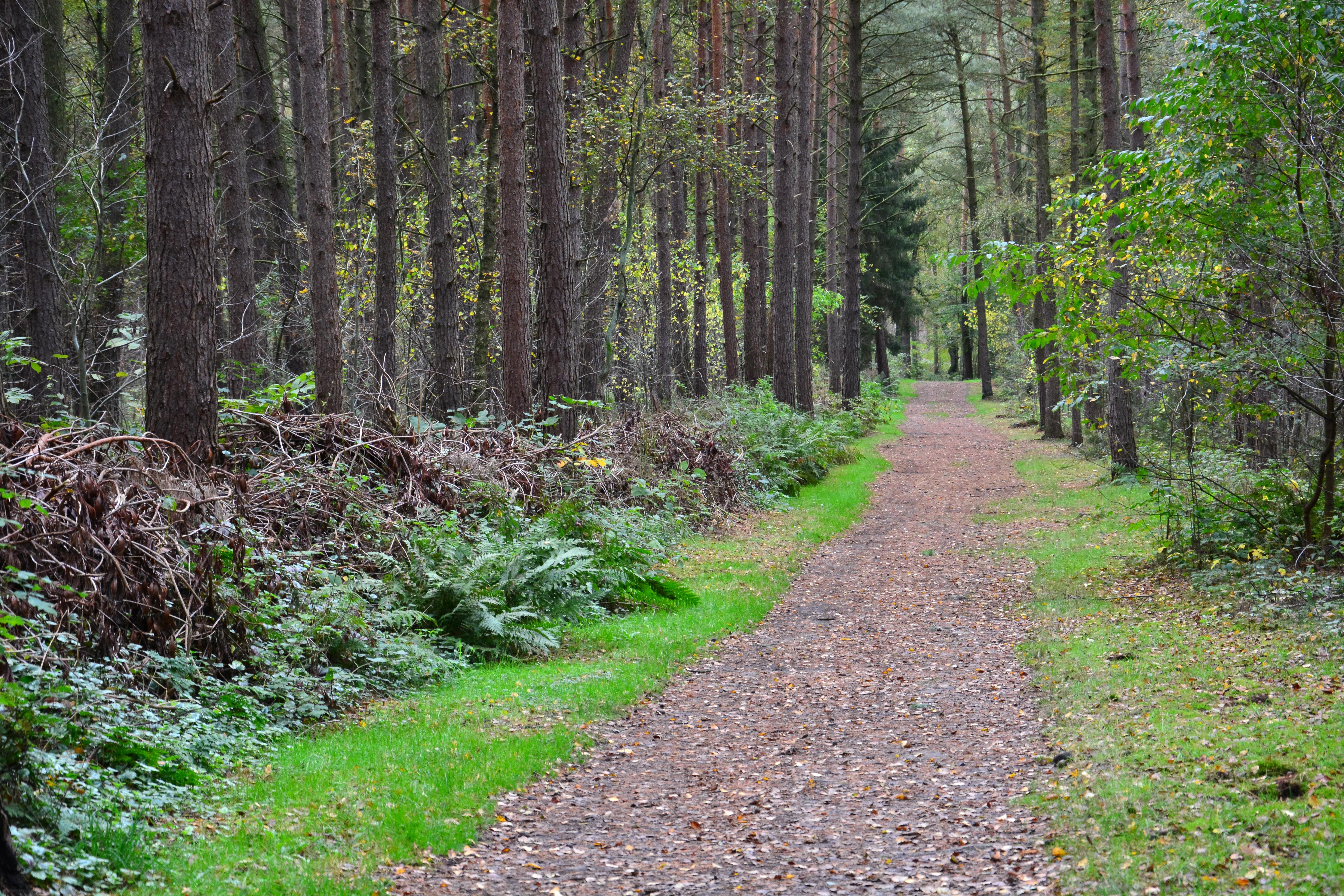
Waldweg im Klövensteen

Das Gelände ist eben und größtenteils von Mischwald mit Laub- und Nadelgehölzen bestanden, der von Lichtungen, Wald- und Streuobstwiesen aufgelockert wird. Im Südwesten des Waldes liegt das Naturschutzgebiet Schnaakenmoor. Weitere Bereiche des Waldes liegen in drei verschiedenen Landschaftsschutzgebieten in Hamburg bzw. im Kreis Pinneberg.
Den Südrand des Klövensteen markiert die Wedeler Au, ein kleiner, 12,6 Kilometer langer, in Sülldorf quellender Bach, der in Wedel (Schleswig-Holstein) in die Unterelbe mündet.
Das Gebiet wurde um 1793 auf früheren Acker- und Heideflächen aufgeforstet. Es wird heute forst- und landwirtschaftlich sowie als Naherholungsgebiet genutzt und ist durch ein gepflegtes Netz von Wander- und Reitwegen erschlossen.

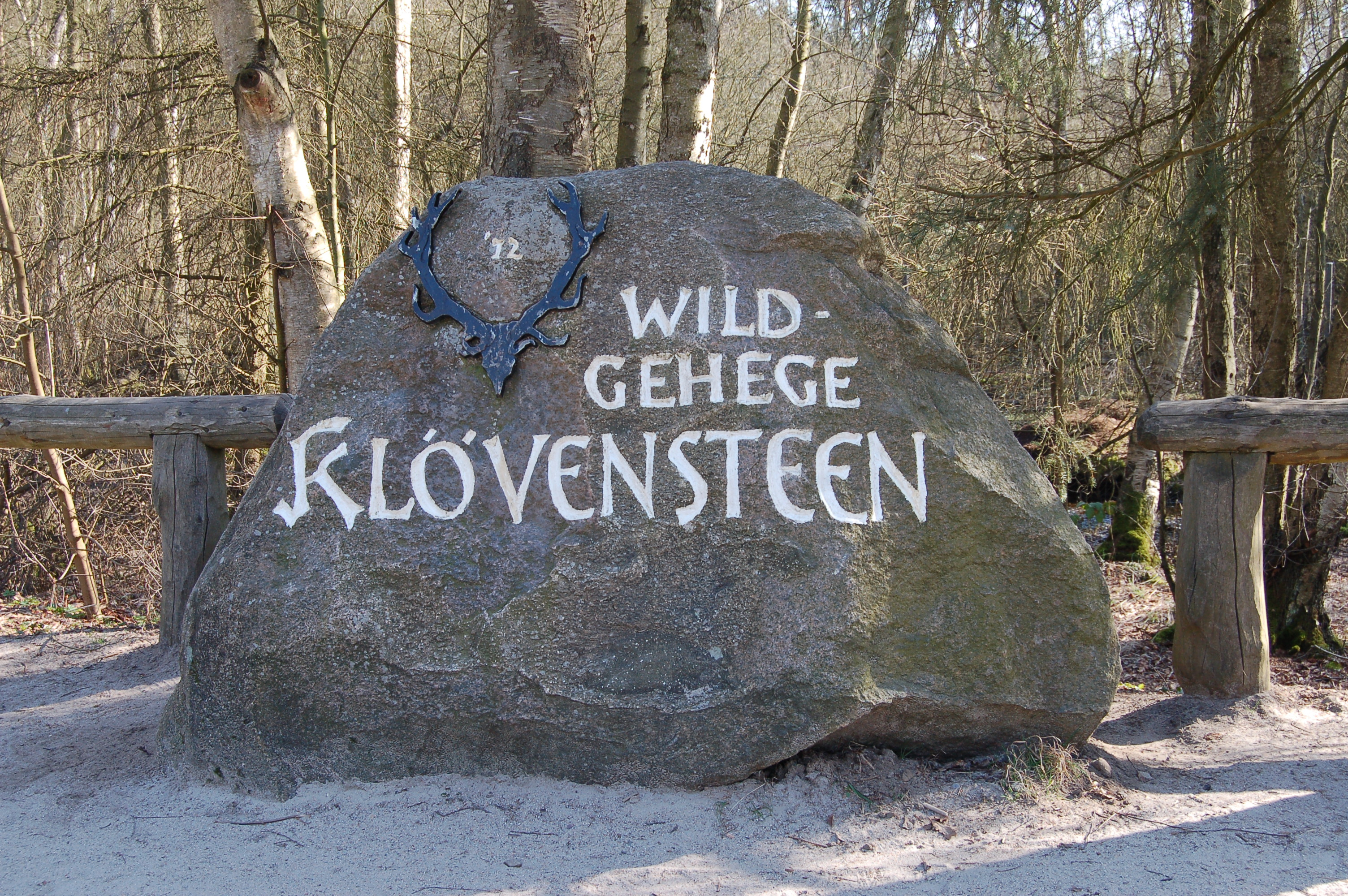
Findling am Eingang zum Wildgehege Klövensteen

Am Ende des Sandmoorweges befindet sich der Haupteingang zum im November 1972 eröffneten Wildgehege Klövensteen. Über das Gelände verteilt zu finden sind zahlreiche Tafeln mit Abbildungen und Erklärungen vieler Tierarten. Im Gehege leben Uhus, Frettchen, Europäische Nerze, Wildschweine, Rehe, Mufflons und Dam-, Sika- und Rothirsche. Das Wildgehege wurde bereits mehrfach nach der UN-Dekade Bildung für Nachhaltige Entwicklung (BNE) ausgezeichnet und 2018 vom Deutschen Wildgehege-Verband e. V. als deutschlandweit erste Einrichtung zum "Tiergarten mit Bildungssiegel" der dritten und höchsten Stufe prämiert.
Die zahlreichen Reitwege im Gelände bilden das größte zusammenhängende Reitwegenetz in Hamburg und Umgebung.